# Zemessardze

Emblem der Zemessardze

Die Zemessardze ist die aus Freiwilligen bestehende Nationalgarde Lettlands. Die 1991 gegründete Organisation ist Teil der Nationalen Streitkräfte des Landes und hat etwa 10.000 Mitglieder.

## Geschichte
Die neugegründete Lettische Republik sah 1991 nach den Barrikadenkämpfen in Riga und Angriffen von Einheiten der OMON auf Grenzposten die Notwendigkeit einer loyalen militärischen Organisation für den Selbstschutz. Am 23. August 1991 wurde per Gesetz eine Nationalgarde gegründet. Die Organisation wuchs sehr bald auf bis zu 17.000 Mann und wurde 1992 um eine Jugendorganisation, die jaunsardze, erweitert.
Nach dem Beitritt Lettlands zur NATO wurden die Tätigkeitsfelder den neuen Bedingungen angepasst. Die Zemessardze stellt heute eine Art Armeereserve dar. Neben militärischen werden auch gesellschaftliche Aufgaben und Katastrophenschutz wahrgenommen.

### Kommandanten
- N.N.
- 1998–1999: Raimonds Graube
- 2000–2004: Juris Kiukucāns
- N.N.
- 2008–2011: Juris Zeibārts
- 2011–2016: Leonīds Kalniņš
- 2016–2019: Ainārs Ozoliņš
- 2019–2023: Egils Leščinskis
- 2023–2025: Kaspars Pudāns
- seit 22. Januar 2025: Aivars Krjukovs

## Gliederung
Die Zemessardze ist in 4 Brigaden mit insgesamt 18 Bataillonen eingeteilt.
Standorte sind das Hauptquartier in Riga (Sitz der 1. Brigade) sowie drei weitere Kommandos, das der 2. Brigade in Valmiera, das der 3. Brigade in Rēzekne und das der 4. Brigade in Liepāja.

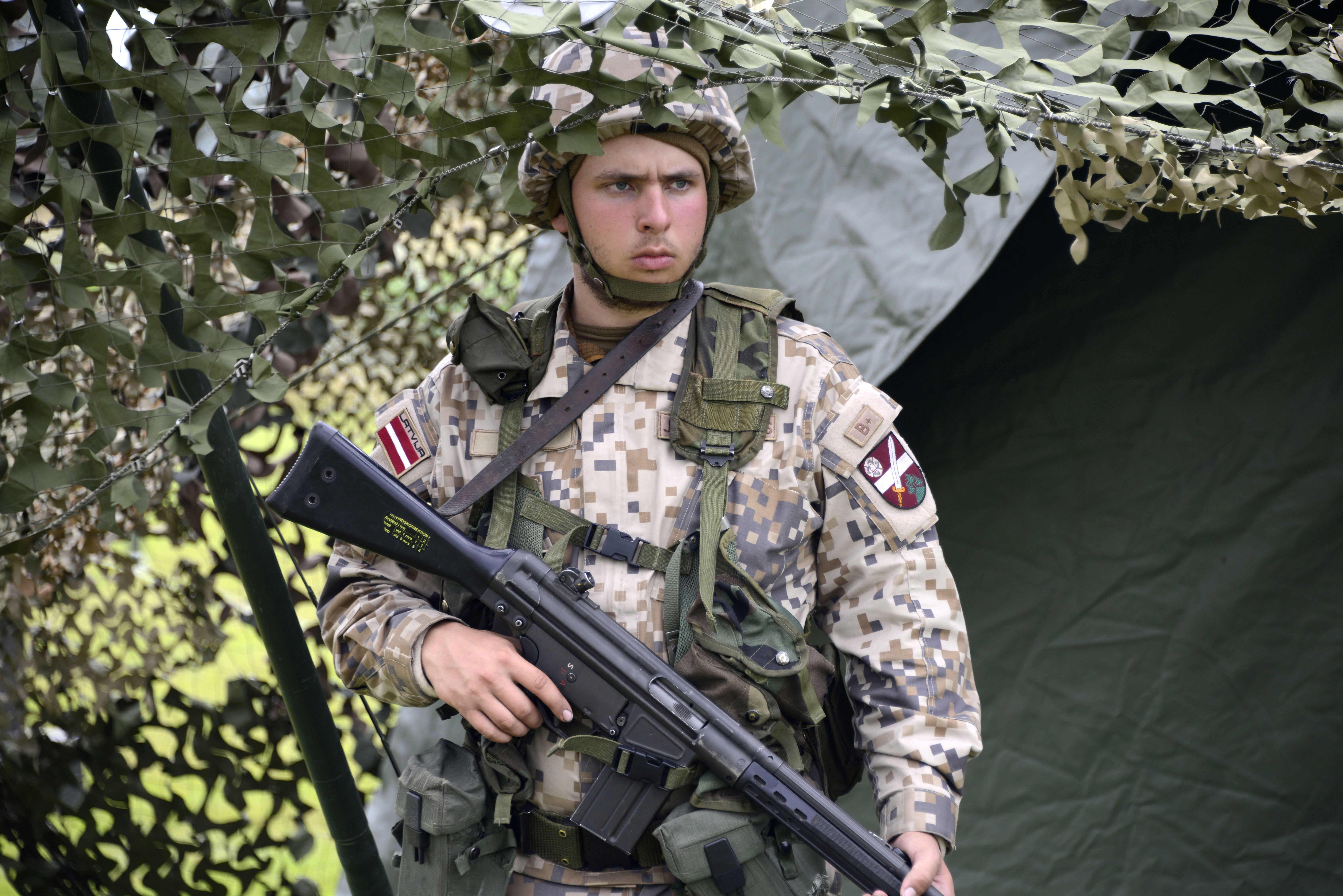
Mitglied der Zemessardze
2016

Hauptquartier der Nationalgarde (NG) (Rīga)
NG Cyber Defense Unit (Rīga)
NG-Sondereinsatzkommando
NG Special PSYOPS Support Platoon (Valmiera)
NG-Veteranenverband (Rīga)
Zentralkapelle der Nationalgarde (Rīga)
1. Brigade der Nationalgarde (Hauptquartier Riga):
NG-Studenten-Infanteriebataillon (Rīga)
NG 13. Infanteriebataillon (Rīga)
NG 17. Kampfunterstützungsbataillon (Mārupe)
NG 19. Kampfdienst-Unterstützungsbataillon (Ulbroka)
NG 53. Infanteriebataillon (Bauska)
NG CBRN Defense Company (Rīga)
2. Angriffsbrigade der Nationalgarde (Valmiera-Hauptquartier):
NG 22. Combat Service Support Battalion (Valmiera)
NG 25. Angriffsbataillon (Gulbene)
NG 26. Angriffsbataillon (Gulbene)
NG 27. Angriffsbataillon (Cēsis)
NG 31. Angriffsbataillon (Alūksne)
NG 54. Kampfunterstützungsbataillon (Oger)
3. Brigade der Nationalgarde (Hauptquartier Rēzekne):
NG 32. Infanteriebataillon (Rēzekne)
NG 34. Infanteriebataillon (Daugavpils)
NG 35. Infanteriebataillon (Preiļi)
NG 36. Kampfunterstützungsbataillon (Lūznava)
NG 55. Infanteriebataillon (Aizkraukle)
NG 56. Kampfdienst-Unterstützungsbataillon (Jēkabpils)
4. Brigade der Nationalgarde (Hauptquartier Liepāja):
NG 44. Infanteriebataillon (Liepāja)
NG 45. Kampfdienst-Unterstützungsbataillon (Kuldīga)
NG 46. Infanteriebataillon (Ventspils)
NG 51. Infanteriebataillon (Dobele)
NG 52. Kampfunterstützungsbataillon (Jelgava)

## Ausrüstung
Die Zemessardze verfügt über leichte Infanteriewaffen (Heckler & Koch G36, Heckler & Koch G3, M14, Carl Gustaf M/45), Maschinenwaffen (u. a. Browning M2, MG3, RPK) und Panzerabwehrwaffen (AT4, FFV Carl Gustaf). Daneben verfügt sie über Geschütze (rückstoßfreies Geschütz 90 mm Pvpj 1110 und Feldkanone 100 mm vz. 53), Luftabwehrkanonen des Typs 40 mm Bofors, leichte Mörser sowie ungepanzerte Fahrzeuge wie mittlere LKWs (Scania Serie 3) und  Geländewagen (u. a. CUCV, Wolf und VW Iltis).
Für Minenräumzwecke verfügt sie seit 2019 über drei vom US-Militär gespendete Husky VMMD.